# Estação Manuel Leão

Antevisão artística da estação já construída.

A Estação Manuel Leão é uma estação de metro, em Vila Nova de Gaia, servida pela linha (D) operada pelo Metro do Porto, em Portugal. O projeto de arquitetura e da autoria exclusiva do arquiteto Luís Henriques Gomes.